# اشلون

کشورهای عضو توافق یوکی‌یواس‌ای: ایالات متحده آمریکا کانادا استرالیا بریتانیا نیوزیلند

اشلون در اصل نام اسم رمز برنامه دولتی برای برنامه نظارتی است که برای شنود الکترونیک و تحلیل شبکه بکار می‌رود. این برنامه توسط آژانس امنیت ملی ایالات متحده آمریکا و با همراهی چهار کشور کانادا، استرالیا، بریتانیا، و نیوزیلند بر پایه توافق یوکی‌یواس‌ای انجام می‌شود. بعدها اتحادیه امنیتی این پنج کشور، فایو آیز نامیده شد. از بندهای مهم این قرارداد نظارتی همکاری گروه راسل بریتانیا و آیوی لیگ آمریکا برای همکاری در تمامی زمینه‌های علمی بود.
برنامه اشلون در اواخر دهه ۱۹۶۰ (میلادی) برای نظارت بر ارتباطات دیپلماتیک و نظامی اتحاد جماهیر سوسیالیستی شوروی و همپیمانان آن در بلوک شرق در هنگام جنگ سرد پایه‌ریزی شد و رسماً در سال ۱۹۷۱ آغاز به کار کرد.
در پایان سده ۲۰ (میلادی)، این سامانه که «اشلون» نامیده می‌شد، فراتر از اهداف نخستین دیپلماتیک و نظامی خود رفت و با نظارت گسترده و جاسوسی صنعتی به «یک سامانه جهانی برای رهگیری ارتباطات فردی و تجاری» تبدیل شد.

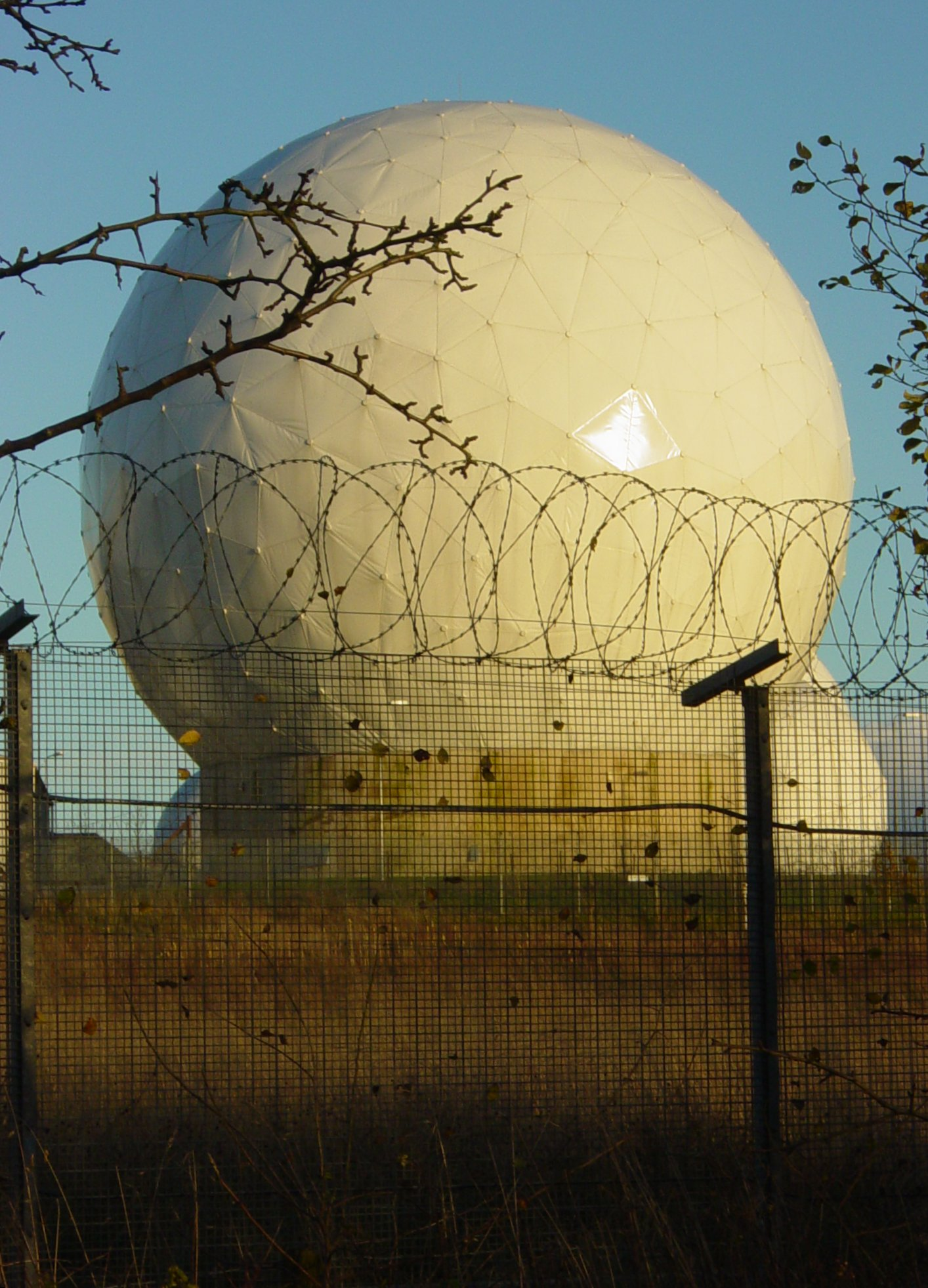
پایگاه آرای‌اف من‌وید هیل در هروگت، یورک‌شر شمالی، انگلستان که بزرگ‌ترین پایگاه سامانه رهگیری اشلون است.

## نام
کمیته موقت پارلمان اروپا دربارهٔ سامانه رهگیری اشلون می‌گوید که "حتی اگر تعداد شواهد کم باشند، با توجه به مدارک و گفته‌های محکم افراد و سازمان‌های بسیار، از جمله منابع آمریکایی، به نظر می‌رسد احتمال اینکه نام اصلی این پروژه "اشلون" باشد بیشتر است". زیرا جامعه اطلاعاتی ایالات متحده آمریکا از اسم رمزهای بسیار متفاوتی استفاده می‌کند. برای نمونه، آژانس اطلاعات مرکزی آمریکا (سیا) آنرا «کریپتون» می‌نامد.
مارگارت نیوزهام، کارمند پیشین آژانس امنیت ملی آمریکا ادعا می‌کند که هنگامی که از ۱۹۷۴ تا ۱۹۸۴ در سانی‌ویل، کالیفرنیا و آرای‌اف من‌وید هیل در هروگت، یورک‌شر شمالی در انگلستان برای لاکهید مارتین کار می‌کرد وظیفه او نصب و راه‌اندازی نرم‌افزارهای رهگیری سامانه اشلون بر روی رایانه‌های لاکهید مارتین بود. بر پایه گفته‌های او، در آن زمان، اسم رمز "اشلون" فقط نامی برای رایانه‌های شبکه آژانس امنیت ملی آمریکا بود. لاکهید این سامانه را "پی۱۴۵" نامید. نرم‌افزارها نیز "اسکیل‌ورث" و "سایِر" نامیده می‌شدند. ماهواره‌ای به نام "ورتکس"، ارتباطات را رهگیری می‌کرد. نگاره‌ای در اینترنت در دسترس است که تکه‌ای کنده شده از یک کاغذ با شرح وظایف کاری سامانه اشلون را نشان می‌دهد. در این نگاره، چندین نام دیگر که برای سامانه اشلون استفاده می‌شوند آورده شده است.
روزنامه گاردین بریتانیا، توانایی‌های سامانه اشلون را به صورت زیر، جمع‌بندی کرده است:

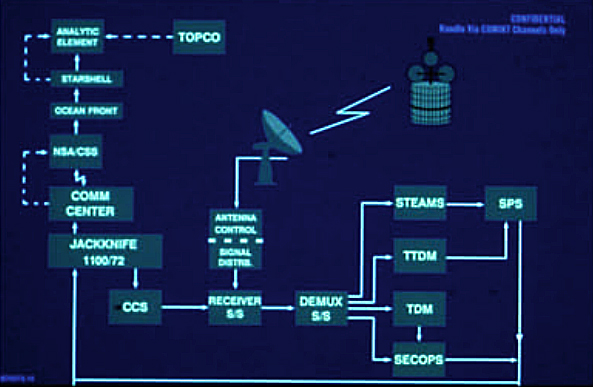
چگونگی کارکرد سامانه اشلون در مرکز آموزش یاکیما: TOPCO = ترمینال عملیات کنترل CCS = رایانه کنترل زیرسیستم STEAMS = آزمایش سامانه، برآورد، تحلیل، و نظارت بر زیرسیستم SPS = سیگنال پردازش زیرسیستم TTDM = تفکیک‌کننده تله‌تایپ

شبکه‌ای جهانی از پایگاه‌های جاسوسی الکترونیک که می‌تواند تماس‌های تلفنی، دورنگار و رایانه‌ها را شنود کند. حتی می‌تواند حساب‌های بانکی را ردیابی کند. این اطلاعات در رایانه‌های اشلون نگهداری می‌شوند که می‌توانند شامل میلیون‌ها داده کاربران شخصی باشد.
البته همچنان اشلون به صورت رسمی وجود ندارد.

## گزارش‌ها و افشاگری‌ها

### افشاگری‌های عمومی (۱۹۷۲ تا ۲۰۰۰)
در سال ۱۹۷۲، تحلیل‌گر آژانس امنیت ملی آمریکا، پری فل‌ووک (با نام مستعار "وینزلو پِک") برای خوانندگان مجله رمپارتز اطلاعات دربارهٔ اشلون و گستردگی سامانه شنود آن و تجربه کار خود در آنرا فاش کرد. همچنین او گفت که حمله اسرائیل به یواس‌اس لیبرتی (ای‌جی‌تی‌آر-۵)، عملی حساب‌شده بوده، و از وجود جنگ‌افزار هسته‌ای در اسرائیل در سال ۱۹۷۲، حضور گسترده کارکنان آژانس اطلاعات مرکزی آمریکا (سیا) در قاچاق انسان و مواد مخدر در سراسر جهان، و عملیات آژانس اطلاعات مرکزی آمریکا (سیا) که به سوزاندن روستاهای چین توسط ملی‌گرایان تایوان انجامید پرده برداشت.
در ۱۹۸۲ جمیز بامفورد خبرنگار تحقیقی و نویسنده، کتاب قصر معما را نوشت. او در این کتاب، نگاه عمیقی به شیوه کار آژانس امنیت ملی آمریکا، و سپس یک آژانس فوق سری، و عملیات شنود با اسم رمز «شامراک» نوشت. آژانس امنیت ملی آمریکا از اسم رمزهای بسیاری استفاده می‌کرد و «شامروک» اسم رمز اشلون تا پیش از ۱۹۷۵ بود.
در ۱۹۸۸ مارگارت نیوزهام، کارمند لاکهید مارتین تحت قرارداد با آژانس امنیت ملی آمریکا، فاش کرد که سامانه نظارت اشلون، رهگیری نمایندگان کنگره ایالات متحده آمریکا را نیز شامل می‌شود. او به یکی از نمایندگان کنگره گفت که تماس‌های تلفنی استروم تورموند (نماینده حزب جمهوری‌خواه (ایالات متحده آمریکا)) از سوی آژانس امنیت ملی آمریکا شنود می‌شوند. پس از آن بازرسان کنگره دریافتند که تمرکز بر مقامات رسمی دولت، یک موضوع اتفاقی نیست. بلکه از آغاز، بخشی از سامانه اشلون بوده است."

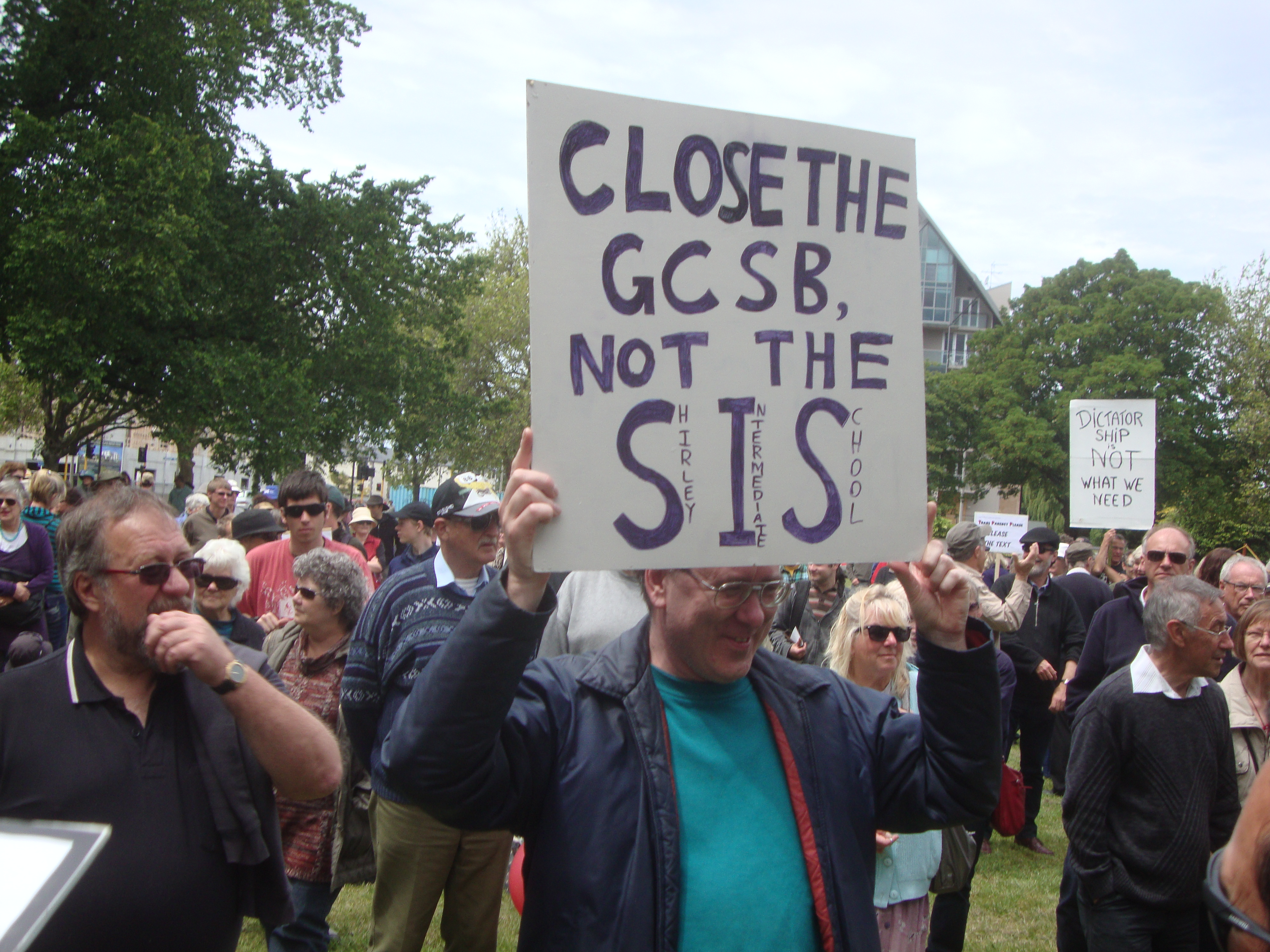
اعتراض‌ها به همکاری جاسوسی دفتر امنیت ارتباطات دولت نیوزیلند در سامانه اشلون

همچنین در ۱۹۸۸ دانکن کمپبل در نوشتاری با عنوان کسی دارد گوش می‌کند در مجله نیو استیتسمن توضیح داد که گردآوری فعالیت‌های شنود الکترونیک از طریق برنامه‌ای با اسم رمز «اشلون» انجام می‌شود. جیمز بامفورد شرح داد که اشلون مانند نرم‌افزار کنترل‌کننده‌ای است که ترافیک مخابراتی مردم عادی را گردآوری و توزیع می‌کند. این کار با استفاده از ماهواره‌های مخابراتی و گردآوری اطلاعات در پایگاه‌های زمینی این ماهواره‌ها انجام می‌شود.
در سال ۱۹۹۶ جزئیات سامانه اشلون در کتاب قدرت پنهان: نقش نیوزیلند در شبکه جاسوسی بین‌المللی نوشته روزنامه‌نگار نیوزیلندی نیکی هگر توضیح داده شد. دو سال بعد، پارلمان اروپا در گزارش «ارزیابی کنترل سیاسی و فناوری» خود از کتاب هیگر استفاده کرد.
در مارس ۱۹۹۹ برای نخستین‌بار یک مقام رسمی استرالیایی اعتراف کرد که گزارش روزنامه‌ها از توافق فوق محرمانه یوکی‌یواس‌ای درست است. مارتن بردی، رئیس اداره سیگنال‌های دفاعی (امروزه اداره سیگنال‌های استرالیا) به کانال ۹ این کشور گفت که بر پایه توافق یوکی‌یواس‌ای، استرالیا با سازمان‌های شنود الکترونیک همتای خود با دیگر کشورها همکاری می‌کند.
در سال ۲۰۰۰ جیمز وولسی، رئیس پیشین آژانس اطلاعات مرکزی آمریکا (سیا) تأیید کرد که سازمان‌های اطلاعاتی آمریکا از جستجوی کلیدواژه‌ها و سامانه‌های رهگیری برای نظارت بر کسب و کارهای اروپایی استفاده می‌کنند.
قانون‌گذاران آمریکایی از این ترسیدند که از سامانه اشلون برای نظارت بر خود شهروندان آمریکا هم استفاده شود. بر پایه نیویورک تایمز، سامانه اشلون چنان مخفی شده که حتی اثبات وجود آن بسیار سخت است. منتقدان می‌گویند که سامانه اشلون در زمان جنگ سرد مانند «برادر بزرگترِ بی‌دلیل» (به انگلیسی: Big Brother without a cause) پدید آمد.

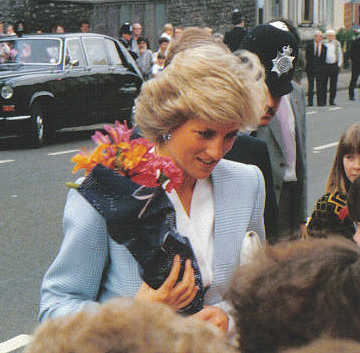
آژانس امنیت ملی آمریکا تماس‌های دایانا، شاهدخت ولز را درست تا هنگام مرگ او در تصادف رانندگی رهگیری می‌کرد.

### تحقیق پارلمان اروپا (۲۰۰۱–۲۰۰۰)
در سال‌های ۲۰۰۰ و ۲۰۰۱ توانایی و پیامدهای برنامه اشلون از سوی کمیته‌ای منصوب پارلمان اروپا مورد بررسی قرار گرفت و نتیجه آن در گزارشی در سال ۲۰۰۱ منتشر شد. در ژوئیه سال ۲۰۰۰ کمیته موقتی برای تحقیق دربارهٔ شبکه نظارت سامانه رهگیری اشلون تشکیل شد.
پس از نهایی شدن گزارش تحقیق در مه ۲۰۰۱، نماینده‌ای به واشینگتن، دی.سی. رفت تا در چند نشست با مقام‌هایی از آژانس‌ها و وزارتخانه‌های آمریکایی زیر شرکت کند:
- آژانس اطلاعات مرکزی آمریکا (سیا)[۲۶]
- وزارت بازرگانی ایالات متحده آمریکا[۲۶]
- آژانس امنیت ملی ایالات متحده آمریکا[۲۶]

همه این نشست‌ها از سوی دولت آمریکا لغو شدند و نماینده کمیته مجبور به ترک کشور زودتر از زمان تعیین شده شد. بر پایه خبرنگار بی‌بی‌سی، در مه ۲۰۰۱ دولت آمریکا حتی هنوز از ابراز وجود برنامه اشلون خودداری می‌کرد.
در ژوئیه ۲۰۰۱ کمیته موقت اروپایی، گزارش نهایی خود را منتشر کرد و در ۵ سپتامبر ۲۰۰۱ پارلمان اروپا رای به پذیربدش گزارش کمیته داد.
پارلمان اروپا گفت که واژه «اشلون» در بسیاری از موارد بکار رفته است. اما شواهد نشان می‌دهند که این نام، در اصل برای سامانه گردآوری داده‌های شنود الکترونیک استفاده می‌شود. گزارش، نتیجه گرفت که اشلون توانایی رهگیری و بررسی محتوای تماس‌های تلفنی، دورنگار، ایمیل و دیگر داده‌های ترافیک جهانی را از طریق رهگیری حامل‌های ارتباطی مانند مخابرات ماهواره‌ای، شبکه‌های تلفن ارتباط عمومی (که زمانی ترافیک اینترنت را منتقل می‌کردند) و مخابرات ریزموج دارد.

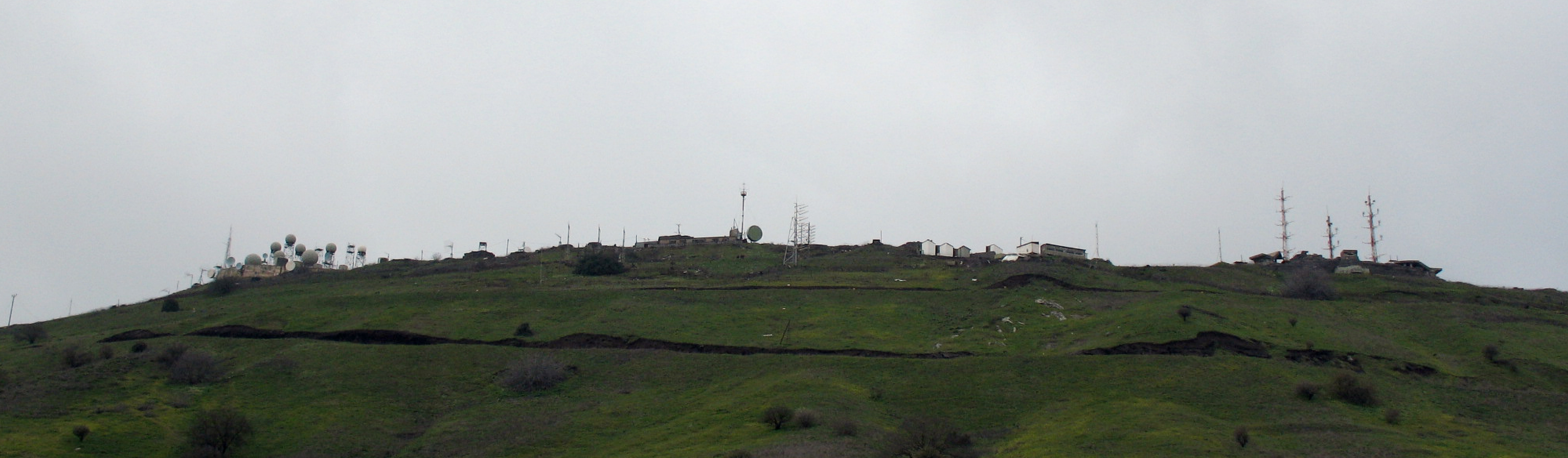
پایگاه «هار آویتال» یگان ۸۲۰۰ ارتش اسرائیل در بلندی‌های جولان سوریه

### تأیید وجد اشلون در ۲۰۱۵
بر اساس داده‌های فاش شده توسط ادوارد اسنودن به نشریه آنلاین اینترسپت در ۳ اوت ۲۰۱۵، برای نخستین‌بار بین ژانویه ۲۰۱۱ تا ژوئیه ۲۰۱۲ دو خبرنامه داخلی آژانس امنیت ملی آمریکا تأیید کردند که این آژانس از نام «اشلون» استفاده می‌کند و در آن خبرنامه‌ها جزئیاتی از اهداف پروژه مشخص شد: اشلون بخشی از برنامه پوششی به نام برنامه پوششی بزرگتر به نام «فراستینگ» بود. فراستینگ در سال ۱۹۶۶ به دست آژانس امنیت ملی آمریکا برای گردآوری و پردازش داده از ماهواره‌های مخابراتی آغاز شده و دو زیر برنامه داشت:
- ترانزیت: برای رهگیری ارتباطات ماهواره‌ای شوروی
- اشلون: برای رهگیری ارتباطات ماهواره‌ای اینتل‌ست

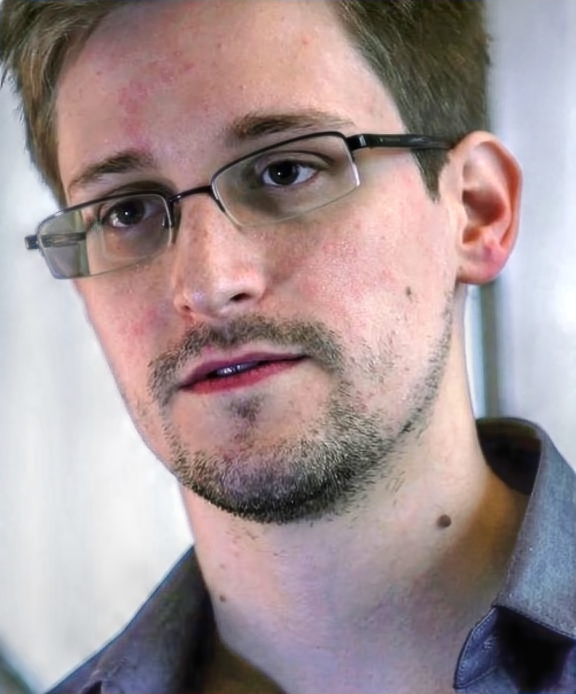
ادوارد اسنودن

## سازمان
بر پایه ارزیابی پارلمان اروپا در سال ۲۰۰۰، جامعه اطلاعاتی یوکی‌یواس‌ای شامل آژانس‌های شنود الکترونیک اعضای آن می‌شود:
- ستاد ارتباطات دولت بریتانیا
- آژانس امنیت ملی ایالات متحده آمریکا
- تشکیلات امنیت ارتباطات دولت کانادا
- اداره سیگنال‌های استرالیا
- دفتر امنیت ارتباطات دولت نیوزیلند

گزارش پارلمان اروپا نتیجه‌گیری کرد که به نظر، اشلون نوعی روش دسته‌بندی ترافیک سیگنال گردآوری شده است تا ابزار تحلیل گسترده.

### پایگاه‌های رهگیری ماهواره‌ای احتمالی
در گزارش سال ۲۰۰۱ پارلمان اروپا، پایگاه‌های زمینی ذیل، در رهگیری ارتباطات ماهواره‌های مخابراتی نقش داشته یا دارند:
- هنگ کنگ (هم‌اکنون بسته است)
- پایگاه ارتباطات ماهواره‌ای دفاعی استرالیا (جرالدتون، استرالیای غربی)
- آرای‌اف من‌وید هیل (هروگت، یورک‌شر شمالی، انگلستان)[۳۰] بر روی نقشه گوگل مپس که بر پایه گزارش‌ها بزرگ‌ترین پایگاه اشلون است.
- پایگاه هوایی میساوا (میساوا، آئوموری، ژاپن) بر روی نقشه گوگل مپس
- «جی‌سی‌اچ‌کیو بود» با نام پیشین «جی‌سی‌اچ‌کیو سی‌اس‌او» (بود، کورنوال، انگلستان، بریتانیا)بر روی نقشه گوگل مپس
- پاین گپ (نزدیک آلیس اسپرینگز، قلمرو شمالی (استرالیا))بر روی نقشه گوگل مپس
- پایگاه شوگر گروو (شوگر گروو، ویرجینیای غربی، آمریکا) بر روی نقشه گوگل مپس (هم‌اکنون بسته است)
- مرکز آموزش یاکیما (یاکیما، ایالت واشینگتن، آمریکا) بر روی نقشه گوگل مپس (هم‌اکنون بسته است)
- پایگاه وایهوپای (بلنهایم، نیوزیلند)[۳۱]
- پایگاه تانگیموآنا (پالمرستون نورث، نیوزیلند)[۳۱]
- سی‌اف‌اس لیتریم (لیتریم، انتاریو، کانادا)[۳۲]
- تویفلسبرگ (برلین، آلمان) که در زمان جنگ سرد، کار شنود از بلوک شرق را انجام می‌داد[۳۳] و از سال ۱۹۹۲ بسته شده است.[۳۴]

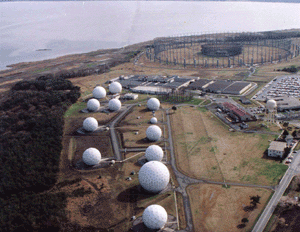
پایگاه هوایی میساوا در میساوا، آئوموری، ژاپن

### دیگر پایگاه‌های احتمالاً مرتبط
این پایگاه‌ها در گزارش پارلمان اروپا به عنوان پایگاه‌هایی آورده شده‌اند که نمی‌توان مشخصا دربارهٔ آنها نظر داد:
- پایگاه آییوس نیکولائوس (آکروتیری و دکلیا، قبرس) قبرس-بریتانیا
- جبل‌الطارق (بریتانیا)
- جزیره دیه‌گو گارسیا (بریتانیا)
- پایگاه باد آیبلینگ (باد آیبلینگ، بایرن، آلمان) آلمان-آمریکا. این پایگاه در سال ۲۰۰۴ به گریزهایم/ دارمشتات منتقل شد.[۳۵]
- پایگاه نیروی هوایی باکلی (آرورا، کلرادو، آمریکا)
- فورت گوردون (جورجیا، آمریکا)
- سی‌اف‌بی گندر (نیوفاندلند و لابرادور، کانادا)
- گوآم (اقیانوس آرام، آمریکا)
- مرکز عملیات شنود الکترونیک ناحیه‌ای کونیا (هاوایی، آمریکا)
- پایگاه نیروی هوایی لاکلند، مرکز رمزگشایی تگزاس، (سن آنتونیو، تگزاس، آمریکا)
- فرودگاه نیروی هوایی سلطنتی ادزل (اسکاتلند)[۳۶]
- فرودگاه نیروی هوایی سلطنتی بولمر (انگلستان)[۳۷][۳۸]

فهرست پایگاه‌های شنود بر پایه اسناد فاش شده به دست ادوارد اسنودن
| توسط آمریکا اداره می‌شوند                  | توسط آمریکا اداره می‌شوند | توسط آمریکا اداره می‌شوند                                                                                                   | توسط آمریکا اداره می‌شوند |
| کشور                                      | مکان                     | گرداننده(ها) | اسم‌رمز                   |
| ----------------------------------------- | ------------------------ | --- | ------------------------ |
| برزیل                                     | برازیلیا، ناحیه فدرال    | - ایالات متحده آمریکا، آژانس اطلاعات مرکزی آمریکا (سیا) - ایالات متحده آمریکا، آژانس امنیت ملی ایالات متحده آمریکا         | SCS                      |
| آلمان                                     | پایگاه باد آیبلینگ       | - آلمان، آژانس اطلاعات فدرال - ایالات متحده آمریکا، آژانس امنیت ملی ایالات متحده آمریکا                                    | GARLICK                  |
| هند                                       | دهلی نو                  | - ایالات متحده آمریکا، آژانس اطلاعات مرکزی آمریکا (سیا) - ایالات متحده آمریکا، آژانس امنیت ملی ایالات متحده آمریکا         | SCS                      |
| ژاپن                                      | پایگاه هوایی میساوا      | - ایالات متحده آمریکا، نیروی هوایی ایالات متحده آمریکا - ایالات متحده آمریکا، آژانس امنیت ملی ایالات متحده آمریکا          | LADYLOVE                 |
| تایلند                                    | بانکوک (؟)               | - ایالات متحده آمریکا، آژانس اطلاعات مرکزی آمریکا (سیا) (؟) - ایالات متحده آمریکا، آژانس امنیت ملی ایالات متحده آمریکا (؟) | LEMONWOOD                |
| بریتانیا                                  | آرای‌اف من‌وید هیل         | - ایالات متحده آمریکا، آژانس امنیت ملی ایالات متحده آمریکا · * بریتانیا، ستاد ارتباطات دولت بریتانیا                       | MOONPENNY                |
| ایالات متحده آمریکا                       | پایگاه شوگر گروو         | - ایالات متحده آمریکا، آژانس امنیت ملی ایالات متحده آمریکا                                                                 | TIMBERLINE               |
| ایالات متحده آمریکا                       | مرکز آموزش یاکیما        | - ایالات متحده آمریکا، آژانس امنیت ملی ایالات متحده آمریکا                                                                 | JACKKNIFE                |
| ایالات متحده آمریکا                       | توآ باخا، پورتوریکو      | - ایالات متحده آمریکا، آژانس امنیت ملی ایالات متحده آمریکا                                                                 | CORALINE                 |
| توسط آمریکا اداره نمی‌شوند (دیگر سازمان‌ها) |                          | |                          |
| کشور                                      | مکان                     | گرداننده(ها) | اسم‌رمز                   |
| استرالیا                                  | جرالدتون، استرالیای غربی | - استرالیا، اداره سیگنال‌های استرالیا                                                                                       | STELLAR                  |
| استرالیا                                  | داروین، قلمرو شمالی      | - استرالیا، اداره سیگنال‌های استرالیا                                                                                       | ؟                        |
| نیوزیلند                                  | بلنهایم، نیوزیلند        | - نیوزیلند، دفتر امنیت ارتباطات دولت                                                                                       | IRONSAND                 |
| بریتانیا                                  | بود، کورنوال             | - بریتانیا، ستاد ارتباطات دولت بریتانیا - ایالات متحده آمریکا، آژانس امنیت ملی ایالات متحده آمریکا                         | CARBOY                   |
| قبرس                                      | پایگاه آییوس نیکولائوس   | - بریتانیا، ستاد ارتباطات دولت بریتانیا - ایالات متحده آمریکا، آژانس امنیت ملی ایالات متحده آمریکا                         | SOUNDER                  |
| کنیا                                      | نایروبی                  | - بریتانیا، ستاد ارتباطات دولت بریتانیا                                                                                    | SCAPEL                   |
| عمان                                      |                          | - بریتانیا، ستاد ارتباطات دولت بریتانیا                                                                                    | SNICK                    |

## تاریخچه و مفاد
توانایی رهگیری ارتباطات، بسته به رسانه مورد استفاده دارد که می‌تواند رادیو، ماهواره، ریزموج، سلولی، یا فیبر نوری باشد. در هنگام جنگ جهانی دوم و دهه ۱۹۵۰ (میلادی)، از امواج فرکانس بالا (موج کوتاه) رادیویی به‌طور گسترده‌ای برای ارتباطات دیپلماتیک و نظامی استفاده می‌شد و می‌شد آنها را از فواصل بسیار دور، رهگیری کرد. ظهور ماهواره‌های مخابراتی با مدار زمین‌ثابت در دهه ۱۹۶۰ میلادی امکانات جدیدی را برای رهگیری ارتباطات بین‌المللی فراهم کرد.
در ۱۹۶۴ برنامه شبکه اشلون از اهمیت ساقط شد؛ زیرا بسیاری از کشورها موافقت خود برای ایجاد سازمان بین‌المللی ارتباطات ماهواره‌ای (اینتل‌ست) را اعلام کردند. این سازمان جهانی، صاحب ماهواره‌های مخابراتی بسیاری بوده و آنرا اداره می‌کرد.
در ۱۹۶۶ نخستین ماهواره اینتل‌ست در مدار قرار گرفت. از ۱۹۷۰ تا ۱۹۷۱ ستاد ارتباطات دولت بریتانیا شروع به اداره یک پایگاه سیگنال مخفی در مورونستو، نزدیک بود، کورنوال، انگلستان کرد. این پایگاه، ارتباطات ماهواره‌ای بر فراز اقیانوس اطلس و اقیانوس هند را رهگیری می‌کرد. مدت کوتاهی پس از آن، آژانس امنیت ملی آمریکا برای رهگیری ارتباطات ماهواره‌ای بر فراز اقیانوس آرام، پایگاه سیگنال دومی را در یاکیما نزدیک سیاتل، واشینگتن ساخت.

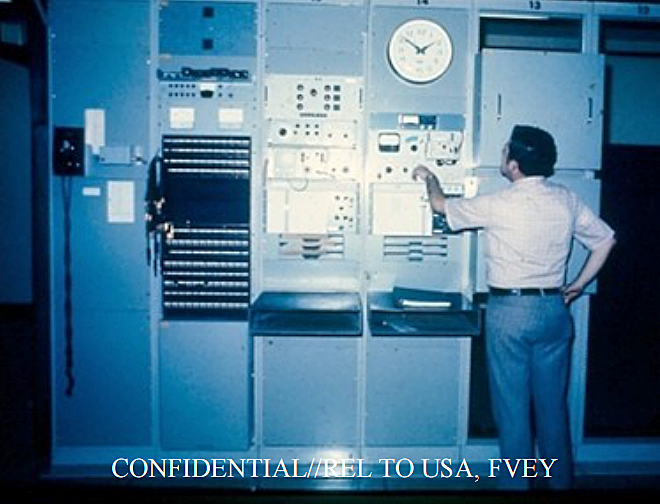
نخستین تجهیزات نصب شده در مرکز آموزش یاکیما

در ۱۹۸۱ ستاد ارتباطات دولت بریتانیا و آژانس امنیت ملی آمریکا ساخت نخستین شبکه گسترده جهانی را آغاز کردند. مدت کوتاهی پس از آن استرالیا، کانادا، و نیوزیلند به سامانه اشلون پیوستند. گزارش سال ۲۰۰۱ پارلمان اروپا می‌گوید: اگر کشورهای عضو یوکی‌یواس‌ای پایگاه‌های شنود را در مکان‌های گفته شده اداره می‌کنند، بنابراین آنها به همه تماس‌های تلفن، دورنگار، و ترافیک داده منتقل شده از طریق این ماهواره‌ها دسترسی دارند.
بسیاری از گزارش‌های اشلون، بر رهگیری ماهواره‌ای آن تمرکز می‌کنند. شواهد پیش از گزارش پارلمان اروپا نشان دادند که با وجود جدایی بین سامانه‌های آمریکایی-بریتانیایی اما همگی آنها در مکان‌هایی هستند که می‌توانند بر ارتباط‌های کابل‌های ارتباطی زیردریایی، مخابرات ریزموج، و دیگر روش‌ها نظارت کنند. گزارش پارلمان اروپا تأکید می‌کند که رهگیری ارتباطات خصوصی لزوماً محدود به سازمان‌های اطلاعات خارجی آمریکا و بریتانیا نمی‌شود.
فیبر نوری، جایگزین ماهواره در ایجاد ارتباط صوتی یا انتقال نقطه‌به‌نقطه داده شده است. در سال ۲۰۰۶، ۹۹٪ ارتباطات صوتی و ترافیک داده از طریق فیبر نوری انجام شده است. سهم ماهواره‌ها در برقراری ارتباطات بین‌المللی به میزان بسیار زیادی کاهش یافته و در اروپای مرکزی بین ۰٪/۴ تا ۵٪ است. حتی در نقاط کمتر توسعه یافته جهان از ماهواره‌های مخابراتی برای برقراری ارتباط یک‌به‌چند مانند نمایه استفاده می‌شود. بنابراین بیشتر ارتباطات، دیگر نمی‌توانند از طریق ایستگاه‌های زمینی رهگیری شوند و تنها می‌توان با شنود ارتباطات مخابراتی کابل‌ها و رهگیری محدوده برد ریزموج‌ها (که تنها به میزان محدودی ممکن است) داده‌ها را گردآوری کرد.

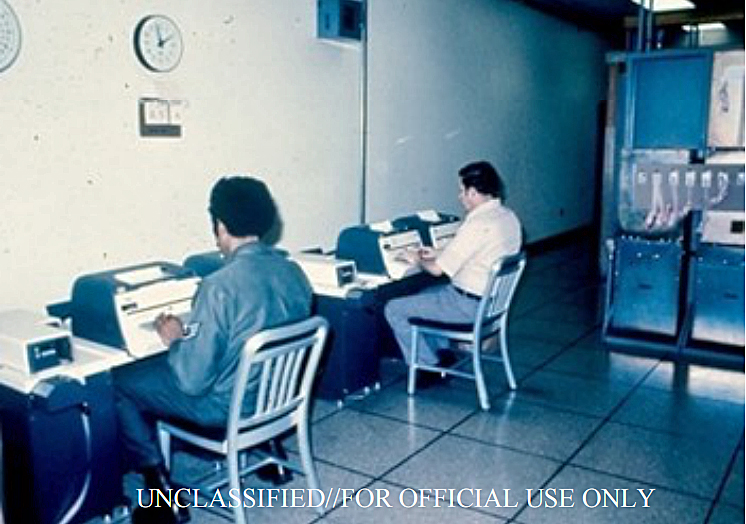
ماشین‌کاران مرکز آموزش یاکیما

## نگرانی‌ها
روزنامه‌نگار بریتانیایی «دانکن کمپبل» و روزنامه‌نگار نیوزیلندی «نیکی هیگر» در دهه ۱۹۹۰ میلادی گفتند که آمریکا از ترافیک اشلون برای جاسوسی صنعتی، بیشتر از اهداف نظامی و دیپلماتیک استفاده می‌کند. آنها نمونه‌ای از آنرا دزدی فناوری توربین‌های باد بدون دنده ساخت شرکت انرکون آلمان و فناوری سخنرانی توسعه داده شده توسط شرکت لرنوت و هاسپی بلژیک می‌دانند.
در سال ۲۰۰۱ کمیته موقت سامانه رهگیری اشلون به پارلمان اروپا پیشنهاد کرد شهروندان این کشورها برای حفاظت از حریم شخصی در ارتباطات خود، به‌طور مرتب از رمزنگاری استفاده کنند؛ زیرا جاسوسی اقتصادی از سامانه اشلون توسط آژانس‌های اطلاعاتی آمریکا انجام می‌شود.
نویسنده آمریکایی «جیمز بامفورد» در دیدگاهی دیگر، به ممنوعیت‌های قانونی استفاده از ارتباطات رهگیری شده برای اهداف اقتصادی اشاره می‌کند. هرچند که دربارهٔ اینکه چگونه از ارتباطات رهگیری شده به عنوان بخشی از یک فرایند اطلاعاتی همه‌جانبه استفاده می‌شود به صورت جزئی توضیح نمی‌دهد.
پارلمان اروپا در گزارش خود گفت که از شبکه اشلون نه تنها برای رهگیری ارتباطات نظامی، بلکه برای رهگیری اقتصادی و فردی نیز استفاده می‌شود. در این گزارش به اشلون عنوان «مراقبی که مراقب دیگران است» داده می‌شود. در مه ۲۰۰۱ جیمز بامفورد هشدار داد که همچنان نظارتی بر اشلون وجود ندارد و این برنامه می‌تواند تبدیل به «پلیس اینترنتی مخفی، بدون دادگاه، هیئت منصفه، یا حق دفاع» شود.

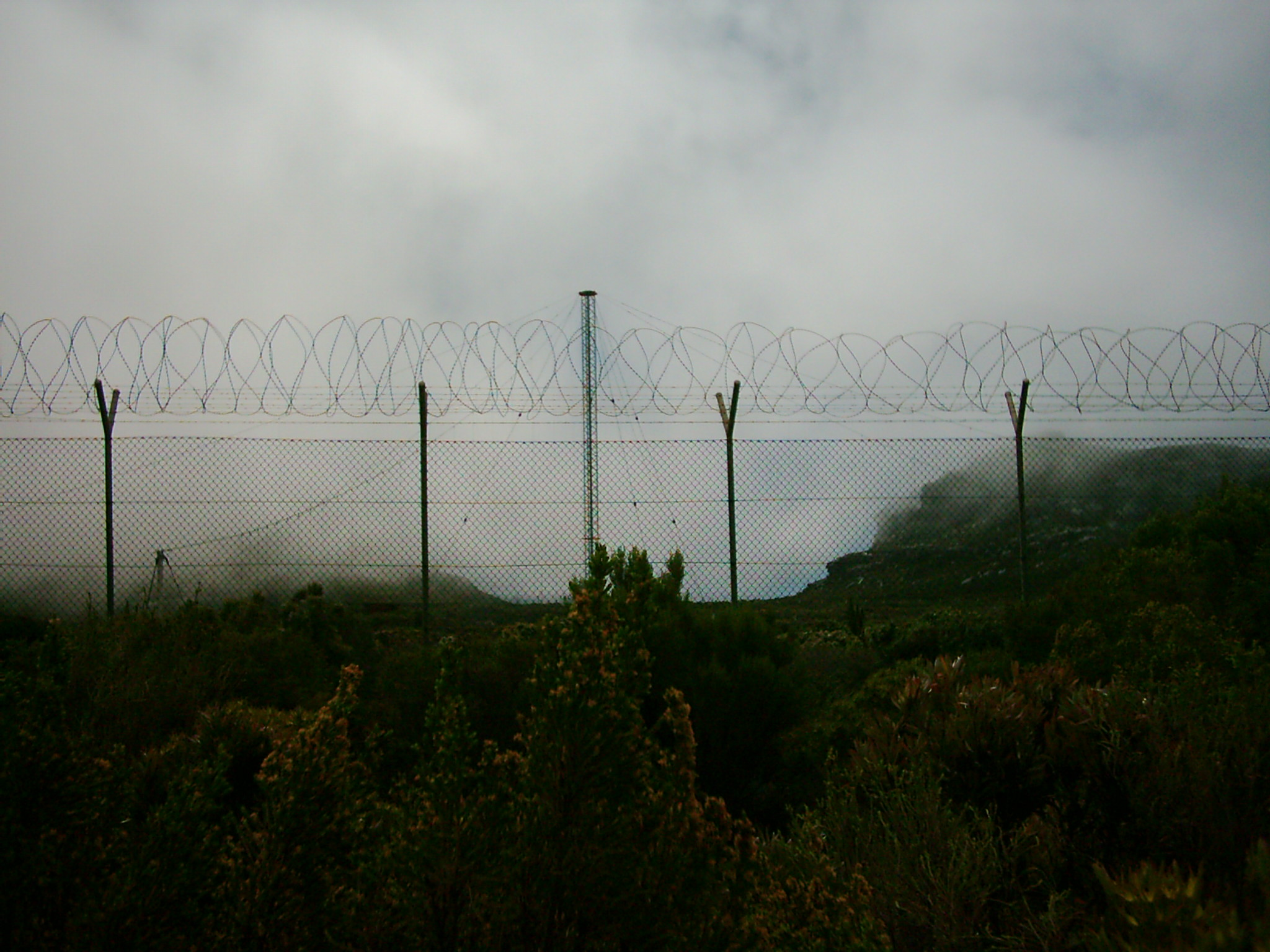
آنتن‌های ذخیره‌گاه طبیعی سیلورمین در کیپ‌تاون آفریقای جنوبی

## نمونه‌ها
نمونه‌هایی از جاسوسی‌هایی که ادعا شده توسط اعضای فایو آیز انجام شده‌اند:
- در ۱۹۸۳ سرویس اطلاعات امنیت کانادا به نیابت از نخست‌وزیر وقت بریتانیا مارگارت تاچر از دو عضو کابینه بریتانیا جاسوسی کرد.[۶۰]
- آژانس امنیت ملی آمریکا تماس‌های دایانا، شاهدخت ولز را درست تا هنگام مرگ او در تصادف رانندگی با دودی فاید در پاریس در ۱۹۹۷ رهگیری و جاسوسی کرد. آژانس امنیت ملی آمریکا ۱۰۵۶ صفحه از اطلاعات طبقه‌بندی شده دربارهٔ دایانا را در دست دارد که به صورت فوق سری طبقه‌بندی شده‌اند. علت «فوق سری» بودن این اسناد این است که انتظار می‌رود افشای این اسناد می‌تواند ضربه بزرگی به امنیت ملی آمریکا وارد کند. ضربه وارده، به خاطر افشای رازهای دایانا نیست. بلکه منابع و روش‌های گردآوری اطلاعات آژانس‌های امنیتی آمریکا را فاش خواهد کرد.[۲۵] یک مقام رسمی آمریکایی پافشاری می‌کرد که رهگیری گفتگوهای دایانا «اتفاقی» بوده و او هرگز «هدف» شنود آژانس امنیت ملی آمریکا نبوده است.[۲۵]
- آژانس‌های بریتانیایی، گفتگوهای کوفی عنان، هفتمین دبیرکل سازمان ملل متحد را شنود می‌کردند.[۶۱][۶۲]
- آژانس‌های آمریکایی، جزئیات اطلاعات زیست‌سنجشی بان کی‌مون، هشتمین دبیرکل سازمان ملل متحد را گردآوری می‌کردند.[۶۳][۶۴]
- در اوایل دهه ۱۹۹۰ میلادی آژانس امنیت ملی آمریکا ارتباطات بین شرکت هوافضای اروپا «ایرباس» و خطوط هوایی ملی عربستان سعودی (هواپیمایی سعودی) را رهگیری کرد. به دنبال آن، در ۱۹۹۴ ایرباس یک قرارداد ۶ میلیارد دلاری با عربستان را از دست داد؛ زیرا آژانس امنیت ملی آمریکا مانند یک افشاگر اعلام کرد که مقامات ایرباس به مقامات عربستان سعودی رشوه داده‌اند تا قرارداد را تضمین کنند.[۶۵] در نتیجه، شرکت هوافضای آمریکایی مک‌دانل داگلاس (که امروز بخشی از بوئینگ است) به جای ایرباس برنده قرارداد چند میلیارد دلاری شد.[۶۶]
- پس از آنکه آژانس اطلاعات مرکزی آمریکا (سیا) مانند یک افشاگر فاش کرد که شرکت آلکاتل-لوسنت (رقیب فرانسوی شرکت پیمانکار دفاعی آمریکایی ریتیون) به مقامات دولت برزیل برای بستن قراداد رشوه داده، شرکت ریتیون یک قرارداد ۳/۱ میلیارد دلاری با دولت برزیل برای نظارت بر جنگل‌های آمازون بست.[۶۷]
- به منظور دست بالا داشتن آمریکا در قدرت چانه‌زنی با وزیر دارایی ژاپن ریوتارو هاشیموتو، در سال ۱۹۹۵ آژانس اطلاعات مرکزی آمریکا (سیا) گفتگوهای بین کارمندان دولتی ژاپنی و خودروسازان آن کشور تویوتا و نیسان را لو داد.[۶۸]
- سرویس اطلاعات مخفی بریتانیا در حین بحران موشکی کوبا تماس‌های نیکیتا خورشچف و فیدل کاسترو را کاملاً تحت نظر و شنود داشت.
- سرویس مخفی بریتانیا در حین درگیری مرزی چین و شوروی صحبت‌های لئونید برژنف و مائوتسه تونگ را به‌طور کامل تحت نظر داشت.
- سرویس اطلاعات مخفی و سیا تمامی تماس‌های بین ویلادیمیر پوتین و ویکتور فدوروویچ یانوکویچ در جریان بحران کریمه را کامل تحت شنود داشتند.
- در حین دستگیری اعضای بلادز و کریپس در بریتانیا سازمان سیا تمامی تماس‌های این افراد در حین ورود به بریتانیا تحت شنود داشت.
- در سال ۲۰۱۶آژانس اطلاعات مرکزی آمریکا تماس‌های بین بنیامین نتانیاهو و یکی از فرزندان خانواده روتشیلد را جاسوسی کرد.
- سرویس مخفی بریتانیا توانست با استفاده از این شنودها جاسوسان آمریکایی که در هاوانا آزاد کند و یک گروه از آنها را به پورتوریکو (خاک آمریکا) و گروهی از آنان را به باهاما (خاک بریتانیا) فرستاد. پس از این اقدام CIA و MI6 تبادل اطلاعاتیشان ۴۸۰ درصد بیشتر از قبل شده.

## کارکرد
نخستین پایگاه زمینی آمریکایی ماهواره برنامه گردآوری اشلون در سال ۱۹۷۱ در یک مرکز آموزش و تیراندازی نظامی در نزدیکی یاکیما، ایالت واشینگتن ساخته شد. این پایگاه با اسم رمز «جک‌نایف» با سرمایه‌گذاری نزدیک به ۳/۲۱ میلیون دلار آمریکا و استخدام حدود ۹۰ نفر آغاز به کار کرد. ترافیک ماهواره به وسیله یک دیش ماهواره با قطر ۳۰ متر رهگیری می‌شد. در ۴ اکتبر ۱۹۷۴ این پایگاه به بهره‌بردای کامل با بیشترین ظرفیت خود رسید. این پایگاه با یک کانال معکوس امن تله‌تایپ به مرکز فرماندهی آژانس امنیت ملی آمریکا در فورت جورج جی. مید در ارتباط بود.
در ۱۹۹۹ پروفسور دزموند بال به کمیته دائمی مشترک سنای استرالیا گفت که از مجموعه پاین گپ (نزدیک آلیس اسپرینگز ایالت قلمرو شمالی) به عنوان پایگاهی زمینی برای شبکه رهگیری ماهواره‌ای استفاده می‌شود. گفته شده که این ماهواره‌ها با دیش‌های رادیویی بسیار بزرگ بین ۲۰ تا ۱۰۰ متر در یک مدار زمین‌ثابت قرار دارند. از دهه ۱۹۷۰ میلادی هدف اصلی این شبکه، نظارت بر سلاح‌های شوروی با سامانه دورسنجی، دفاع هوایی و دیگر توانایی‌های راداری، ارتباطات پایگاه‌های زمینی ماهواره‌ای و مخابرات ریزموج بر روی زمین بود.

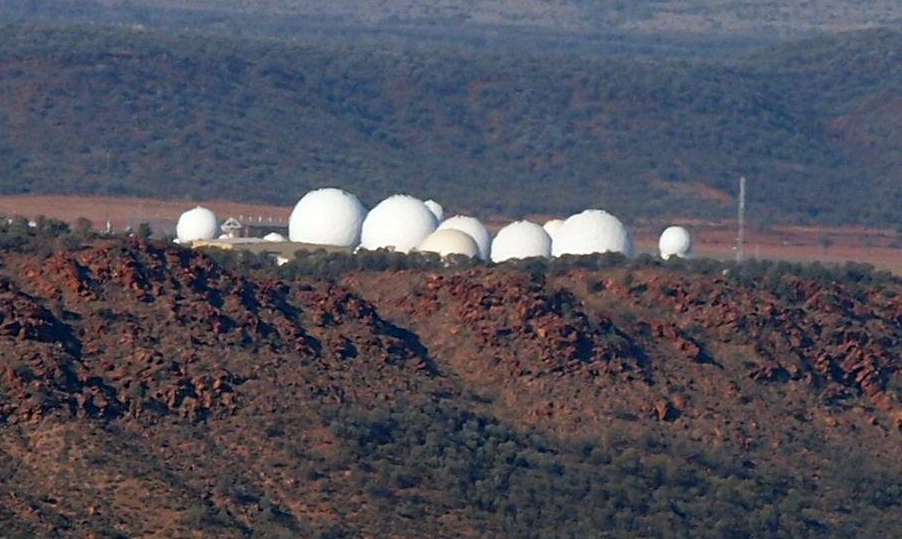
پاین گپ نزدیک آلیس اسپرینگز در قلمرو شمالی (استرالیا)

## در فرهنگ عمومی
در همه قسمت‌های مجموعه تلویزیونی آلیاس به سامانه اشلون اشاره می‌شد.
آنتاگونیست‌ها در انیمه‌های دیجیمون تیمرز و دی-ریپر به وسیله اشلون ساخته شده بودند.
فیلم اکشن مهیج «توطئه اشلون» در سال ۲۰۰۹ بر پایه سامانه نظارتی اشلون ساخته شده است. فیلم، داستان یک متخصص رایانه آمریکایی به نام مکس پیترسون (شین وست) است که تلاش می‌کند پرده از راز یک توطئه مخفی که می‌خواهد جهان را به یک حکومت پلیسی یکپارچه تبدیل کند بردارد. پس از تعقیب از سوی یک مأمور آژانس امنیت ملی آمریکا به نام ریموند برک (مارتین شین)، پیترسون تصمیم می‌گیرد که به مسکو پرواز کند.
بازی ویدئویی اسپلینتر سل تام کلنسی نیز از اشلون الهام گرفته است. شخصیت اصلی این سری بازی، «سم فیشر» است که یک مأمور آموزش دیده وابسته به یک شاخه تخیلی آژانس امنیت ملی آمریکا به نام «اشلون سوم» است. پس از نسخه ششم بازی به نام «اسپلینتر سل تام کلنسی: فهرست‌سیاه» اشلون سوم با اشلون چهارم جایگزین می‌شود.

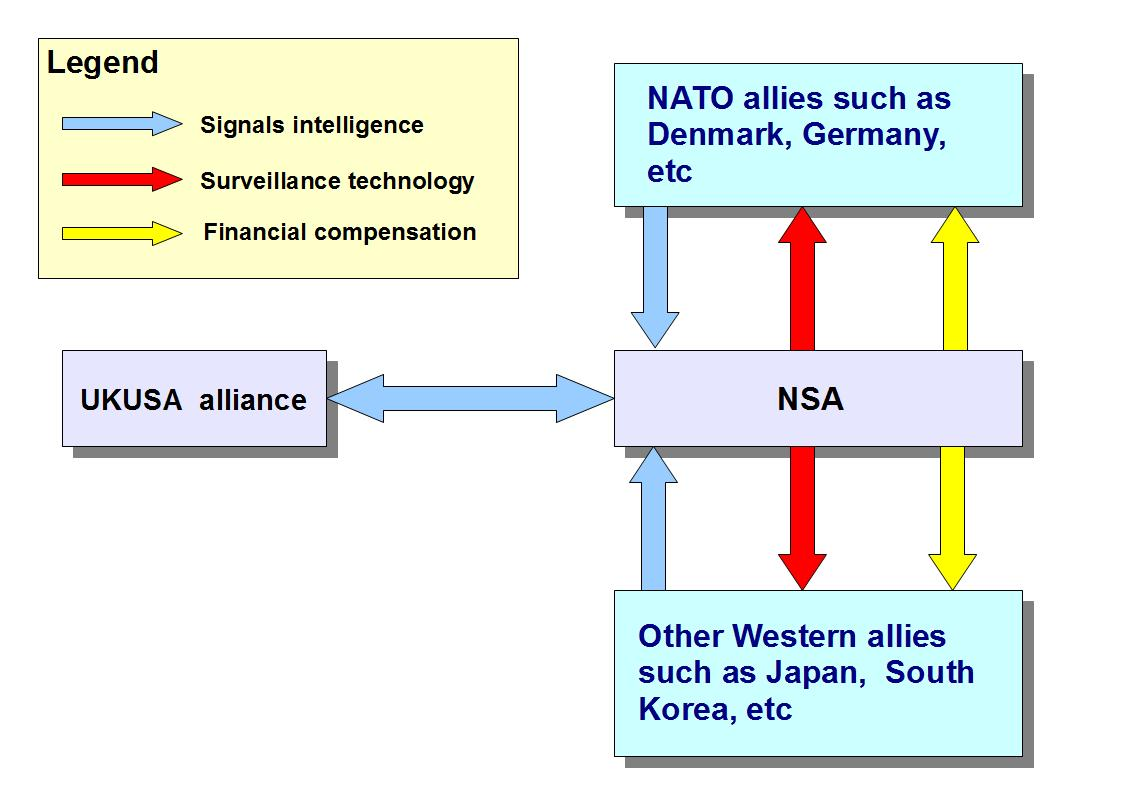
نمایه نشان‌دهنده چگونگی روابط بین آژانس امنیت ملی آمریکا و دیگر همکاران آن. کشورهای عضو توافق یوکی‌یواس‌ای جزء «شرکای دسته دوم» و کشورهای عضو سازمان پیمان آتلانتیک شمالی (ناتو) «شرکای دسته سوم» و دیگر همپیمانان غرب هستند: آژانس امنیت ملی آمریکا و شرکای دسته دوم: شنود الکترونیک و همرسانی گسترده آژانس امنیت ملی آمریکا و شرکای دسته سوم: شنود الکترونیک یک سویه برای آژانس امنیت آمریکا در عوض دریافت فناوری‌های نظارتی و پول نقد

در سال ۲۰۰۷ فیلم «اولتیماتوم بورن» بارها به اشلون اشاره می‌کند. در این فیلم، اشلون هنگام شنود یک تماس تلفنی بین یک خبرنگار و ویراستار خود به کلیدواژه «بلکبریار» برمی‌خورد و به یک پایگاه شنود آژانس اطلاعات مرکزی آمریکا (سیا) در لندن پیام هشدار می‌فرستد. پس از آن، «پاملا لندی» معاون مدیر آژانس اطلاعات مرکزی آمریکا (سیا) برای نظارت بر شخصیت اصلی فیلم جیمز بورن، درخواست «بسته نظارتی اشلون» می‌کند.
در نخستین آلبوم گروه آلترناتیو راک «ترتی سکندز تو مارس» ترانه‌ای به نام اشلون وجود دارد. نام گروه طرفداران آنها نیز «اشلون» است. تاکنون برای اینکه چرا ترانه و گروه طرفداران آنها نیز «اشلون» نام‌گذاری شده توضیحی داده نشده است.
در سال ۲۰۰۰ بازی ویدئویی دئوس اکس، شنود الکترونیک دائدالوس و ایکاروس (بعدها هلیوس) اشاره به اشلون دارد.
مجموعه تلویزیونی ترسناک جنایی علمی–تخیلی مظنون که از ۲۰۱۱ تا ۲۰۱۶ از شبکه سی‌بی‌اس پخش شد در متن داستان خود از یک ابررایانه گردآورنده داده استفاده می‌کرد.